# Casa Salvador Gibert
Casa Salvador Gibert és una obra noucentista de Sant Sadurní d'Anoia (Alt Penedès) inclosa a l'Inventari del Patrimoni Arquitectònic de Catalunya.

## Descripció
Edifici entre mitgeres de planta baixa, un pis i golfes amb terrat. Té galeria i pati posterior. Els elements més remarcables de la façana, que corresponen a l'estètica noucentista, són, la balaustrada del balcó corregut del primer pis i les motllures de resseguiment de les finestres i dels laterals de la façana.

## Història
La Casa Salvador Gibert està situada al tram inferior del carrer de la diputació, un dels eixos de l'eixample vuitcentista de Sant Sadurní. Aquest segon sector de construccions correspon als anys que van entre el 1929 i el 1936, i el llenguatge arquitectònic utilitzat en la major part de les obres és el noucentista.